# Сібецу (Камікава)

44°10′43″ пн. ш. 142°24′2″ сх. д. / 44.17861° пн. ш. 142.40056° сх. д.
Сібе́цу (яп. 士別市, しべつし, МФА: [ɕibet͡su̥ ɕi]) — місто в Японії, в окрузі Камікава префектури Хоккайдо.

## Короткі відомості
Розташоване в північній частині префектури, на півдні западини Найоро. Виникло на базі японської колонії, заснованої 1899 року. Центр рисівництва і скотарства. 2005 року поглинуло сусіднє містечко Асахі. Станом на 1 жовтня 2008 року площа міста становила 1119,29 км². Станом на 31 березня 2017 населення міста становило 19 549 осіб.